# Victoria Shakespears
Vitor Hugo Souza (Goiânia, 15 de fevereiro de 1994), mais conhecido pelo seu nome artístico Victoria Shakespears, é um influenciador, maquiador e drag queen suíço-brasileiro, mais conhecido por participar da primeira temporada de Drag Race Germany.

## Início da vida
Vitor Hugo nasceu em Goiânia, Goiás, em 15 de fevereiro de 1994. Em 2006, ele mudou-se com sua mãe para Basileia, Suíça, aos 12 anos. Na infância, Souza cresceu tendo Britney Spears como sua maior inspiração, enquanto as outras crianças que ele conhecia eram fãs de Ronaldo Nazário. Ele teve contato com a arte drag graças à drag queen parisiense Stella Rocha, quando ela o contratou como maquiador para um desfile de moda em Lyon em 2019.

## Carreira
A arte e as performances de Victoria Shakespears são inspiradas na música da década de 2000, com Anahí, Britney Spears, Thalía, Wanessa Camargo e Mariah Carey entre suas principais referências. Em 2023, Victoria Shakespears competiu na primeira temporada do Drag Race Germany. Ele afirmou que não estava participando do programa apenas para vencer, mas também para ter a oportunidade de compartilhar sua história e inspirar outras pessoas. Em novembro do mesmo ano, ele conquistou o título de Miss Simpatia de sua temporada.

## Vida pessoal
Souza saiu do armário aos 18 anos, o que ele comemorou comprando sua primeira Barbie. Ele está em um relacionamento de longo prazo.

## Filmografia

### Televisão
| Year | Title                          | Role             | Notes       |
| ---- | ------------------------------ | ---------------- | ----------- |
| 2023 | Drag Race Germany              | Participante     | 9 episodios |
| 2024 | Bring Back My Girls (Season 3) | Ela mesma        | 1 episodio  |
| 2025 | Drag Race Brasil (Season 2)    | Jurada Convidada | 1 episodio  |